# Scarturus williamsi
Scarturus williamsi is een zoogdier uit de familie van de jerboa's (Dipodidae). De wetenschappelijke naam van de soort werd voor het eerst geldig gepubliceerd door Thomas in 1897.